# امنجيد (سرار)

تعديل مصدري - تعديل

امنجيد هي إحدى قرى عزلة سرار بمديرية سرار التابعة لمحافظة أبين، بلغ تعداد سكانها 70 نسمة حسب تعداد اليمن لعام 2004.